# 見附市立見附特別支援学校
見附市立見附特別支援学校（みつけしりつみつけとくべつしえんがっこう）は、新潟県見附市月見台にある特別支援学校。

## 沿革
- 1963年4月1日　新潟県中越精神薄弱児施設組合(現・新潟県中越福祉事務組合[1])「まごころ学園」内に見附市立見附小学校・北谷中学校の分校として発足。
- 1979年4月1日　見附市立まごころ養護学校に改組。
- 2002年4月1日　現在校舎のある名木野小学校敷地内に移転、見附市立見附養護学校に改称。
- 2009年4月1日　高等部を設置。
- 2011年4月1日　現在の学校名に改称。